# Manchester Liners C-Klasse
Die ab 1968 als C-Klasse gebaute Schiffsklasse der britischen Reederei Manchester Liners war eine Baureihe von vier Containerschiffen der zweiten Generation. Die Einheiten zählten seinerzeit zu den ersten britischen Containerschiffen.

## Geschichte
Die Baureihe dieses Schiffstyps der Werft Smiths Dock Company in Middlesbrough bestand anfangs aus vier Einheiten der ursprünglichen C-Klasse, denen 1974 zwei baugleiche Nachbauten folgten.
Die ersten vier Schiffe bedienten ab 1968 Europa-Nordamerika-Dienst der Reederei, die beiden Nachbauten wurden zunächst für vier Jahre an die Reederei China Navigation Company verchartert und in Asien auf deren Australian Asian Express Line eingesetzt.
Nicht lange nach der Übernahme der Dachgesellschaft Furness, Withy & Co. durch C.Y. Tung im Jahr 1980 verlor man mit der Eingliederung von Manchester Liners in den Mutterkonzern seine einstige Unabhängigkeit. Die C-Klasse-Schiffe wurden in den Jahren 1978 bis 1982 verkauft und der Reedereibetrieb 1988 eingestellt.

## Technik
Die Vollcontainerschiffe besaßen achtern über der Maschinenanlage angeordnete Aufbauten. Die fünf Laderäume waren mit Cellguides ausgerüstet und mit 14 Luken verschlossen. Über eigenes Ladegeschirr verfügten die Einheiten nicht. Aufgrund des Fahrtgebietes besaßen die Schiffe Eisklasse und eine Eisbeobachtungskabine mit Kamera im vorderen Mast. Bemerkenswerte Details waren Wartungsgänge, die unter Deck bis nach vorne führten, oder eine eigene Luke mit zwei Stellplätze vor den Decksaufbauten für einen Proviant- und einen Ersatzteilcontainer, die jede Reise erneuert wurden.
Die Antriebsanlage bestand aus zwei von Crossley in Manchester gebauten Pielstick 18PC2V-400 Achtzehnzylinder-Viertaktmotoren in V-Form, die über hydraulische Kupplungen auf einen gemeinsamen Verstellpropeller wirkten. Deren Leistung von rund 12.000 Kilowatt erlaubte den Schiffen eine Geschwindigkeit von 19,5 Knoten. Die Bordenergie wurde von vier Hilfsdieseln bereitgestellt. In Manchester wurden die Schiffe über Landanschlüsse mit Strom versorgt, während die Maschinenanlage gewartet und repariert wurde.

## Die Schiffe
| Manchester Liners C-Klasse | Manchester Liners C-Klasse | Manchester Liners C-Klasse | Manchester Liners C-Klasse | Manchester Liners C-Klasse | Manchester Liners C-Klasse |
| Bauname                    | Bauwerft / Baunummer       | IMO-Nummer                 | Auftraggeber               | Indienststellung           | Umbenennungen und Verbleib |
| -------------------------- | -------------------------- | -------------------------- | -------------------------- | -------------------------- | --- |
| Manchester Challenge       | Smith’s Dock / 1294        | 6817704                    | ?                          | Oktober 1968               | 1978 Ocean Container, 1989 Hang Fu, 1989 MSC Susanna, 1992 Swan I, Abbruch in Chittagong ab 25. Mai 1993                                                                                             |
| Manchester Courage         | Smith’s Dock / 1295        | 6825878                    | Manchester Liners          | 1969                       | 1979 Pacific Container, 1989 MSC Marina, 1992 City Of Limassol, ab 28. April 1992 in Alang abgebrochen                                                                                               |
| Manchester Concorde        | Smith’s Dock / 1296        | 6906464                    | Nile S.S. Co.              | Mai 1969                   | 1981 Char Lian, ab 14. Dezember 1983 in Kaohsiung verschrottet |
| Manchester Crusade         | Smith’s Dock / 1315        | 7034347                    | Nile S.S. Co.              | März 1971                  | 1982 Char Che, ab 2. Dezember 1983 in Kaohsiung verschrottet |
| Manchester Renown          | Smith’s Dock / 1326        | 7341295                    | Manchester Liners          | Mai 1974                   | 1974 Asian Renown, 1978 Manchester Renown, 1982 Ratih, 1990 OOCL Amity, 1993 Ratih, 1995 verschrottet                                                                                                |
| Manchester Reward          | Smith’s Dock / 1327        | 7341300                    | Manchester Liners          | Oktober 1974               | 1974 Asian Reward, 1978 Manchester Reward, 1979 Seatrain Norfolk, 1979 TFL Reward, 1980 Manchester Reward, 1982 R R Ratna, 1991 OOCL Award, 1997 Award I, ab 31. Juli 1997 in Chittagong abgebrochen |
| Daten:                     | [ 1 ] [ 2 ] [ 3 ]          | [ 1 ] [ 2 ] [ 3 ]          | [ 1 ] [ 2 ] [ 3 ]          | [ 1 ] [ 2 ] [ 3 ]          | [ 1 ] [ 2 ] [ 3 ] |